# Akokoid jezici
Akokoid jezici, jezici ili jezik šire skupine defoid, nigersko-kongoanska porodica, kojim govori 48.000 ljudi (1986 in Crozier and Blench 1992) u nigeriskoj državi Ondo.
Ovi jezici ili dijalkti su oyin u gradu Oyin–Akoko; uro u gradu Uro–Ajọwa, 3.000 (1986); arigidí u gradu Arigidi, pleme Arìgìdí; erúsú (erushu), pleme Erúshú u gradu Erushu; ojo u gradu Ajọwa; udo (ido, òwòn ùdò, oke-agbe) u gradu Oke–Agbe; afa (affa, òwòn àfá) kojim govori pleme Àfá, òge (òwòn ògè), pleme Òge; aje; ese (òwòn èsé), pleme Èsé u gradu Oke–Agbe; i igashi (ìgàshí, ìgásí, òwòn ìgásí), pleme Ìgàshí u gradu Igashi, 45.000 (1986). Popis naziva napravila je Femi Ibrahim 1980.-tih godina.

## Vanjske poveznice
- Ethnologue (14th)
- Ethnologue (15th)